# Von Klitzingova konstanta
Von Klitzingova konstanta (tudi kvant električnega upora) je v fiziki konstanta, določena kot razmerje med Planckovo konstanto {\displaystyle h\!\,} in kvadratom osnovnega naboja {\displaystyle e_{0}\!\,}:
{\displaystyle R_{\rm {K}}={\frac {h}{e_{0}^{2}}}\!\,.}
Konstanta se imenuje po Klausu von Klitzingu, odkritelju eksaktne kvantizacije. Kvantni Hallov pojav omogoča izjemno točno neodvisno določitev konstante fine strukture, količine, ki je osnovnega pomena v kvantni elektrodinamiki (QED). Von Klitzingova konstanta je v sistemu SI določena s konstanto fine strukture {\displaystyle \alpha \!\,} kot:
{\displaystyle R_{\rm {K}}={\frac {\mu _{0}c_{0}}{2\alpha }}={\frac {Z_{0}}{2\alpha }}\!\,,}
kjer je:
- {\displaystyle \mu _{0}\!\,} – indukcijska konstanta
- {\displaystyle c_{0}\!\,} – hitrost svetlobe v vakuumu

in:
{\displaystyle Z_{0}=\mu _{0}c_{0}={\sqrt {\dfrac {\mu _{0}}{\varepsilon _{0}}}}={\dfrac {1}{\varepsilon _{0}c_{0}}}\!\,,}
valovna impedanca vakuuma, s trenutno sprejeto vrednostjo {\displaystyle Z_{0}=376,730\ 313\ 668(57)\,\Omega \!\,}. Tu je {\displaystyle \varepsilon _{0}\!\,} influenčna konstanta.
Leta 1990 so določili fiksno običajno enoto {\displaystyle R_{\rm {K-90}}=25812,807\,\Omega \!\,} za rabo pri kalibracijah upora po svetu. 16. novembra 2018 so na 26. srečanju Generalne konference za uteži in mere odločili, da določijo fiksni točni vrednosti Planckove konstante in osnovnega naboja, s katerima so določili tudi točno trajno vrednost von Klitzingove konstante {\displaystyle R_{\rm {K}}=25812,807\ 45\ldots \,\Omega \!\,}.